# Tommy Knight

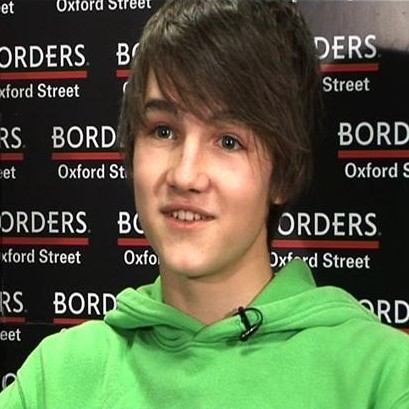
Tommy Knight

Thomas Lawrence Knight (* 22. Januar 1993 in Chatham, Kent, England) ist ein britischer Schauspieler.

## Leben
Tommy Knight ist der älteste von drei Geschwistern, die alle Schauspieler sind. Seine Schauspielkarriere startete 2001 mit seinem West End Debüt in der griechischen Tragödie Medea. Den ersten Fernsehauftritt hatte er 2002 als Timothy in TV to Go. Es folgten mehrere Auftritte in Filmen und Fernsehserien. Mit seiner Hauptrolle im Doctor Who Ableger The Sarah Jane Adventures wurde er international bekannt. Er spielte Luke Smith, den von Alien erschaffenen Adoptivsohn von Sarah Jane Smith. 2012 war er als Tom in Stiches – Böser Clown zu sehen. Im selben Jahr bekam er eine der Hauptrollen in der Fernsehserie Waterloo Road. Seit 2014 spielt er eine der Hauptrollen in der Fernsehserie Glue.

## Filmografie
- 2002: TV to Go (Fernsehserie, 2 Folgen)
- 2005: Dialogue for One (Kurzfilm)
- 2005–2015: Casualty (Fernsehserie, 3 Folgen)
- 2006: The Impressionists (Fernsehserie)
- 2006, 2016: Doctors (Fernsehserie, 2 Folgen)
- 2006: Sorted (Fernsehserie, 1 Folge)
- 2006–2010: The Bill (Fernsehserie, 2 Folgen)
- 2007: Runaways (Kurzfilm)
- 2007: Pudding Bowl (Kurzfilm)
- 2007–2011: The Sarah Jane Adventures (Fernsehserie, 42 Folgen)
- 2008–2010: Doctor Who (Fernsehserie, 3 Folgen)
- 2009: Myths (Fernsehserie, 1 Folge)
- 2009: Comic Relief 2009 (Fernsehfilm)
- 2009: The Silver Key (Kurzfilm)
- 2010: SJA: Alien Files (Fernsehserie, 2 Folgen)
- 2011: Il maestro (Kurzfilm)
- 2012: Stitches – Böser Clown
- 2012–2014 Waterloo Road (Fernsehserie, 44 Folgen)
- 2014: Glue (Fernsehserie, 8 Folgen)
- 2016–2019: Victoria (Fernsehserie, 25 Folgen)